# Haugalandet
Haugalandet är ett landskap i norra delen av Rogaland fylke och södra delen av Vestland fylke i sydvästra Norge och består av kommunerna Haugesund, Karmøy, Sveio, Tysvær, Bokn, Vindafjord och Utsira. 

## Haugalandet som distrikt i Rogaland fylke
Haugalandet är även namnet på ett distrikt inom Rogaland fylke. I detta ingår inte Sveio kommun (som ligger i Vestland fylke). Däremot ingår före detta Ølens kommun, som 2002 bytte från dåvarande Hordaland fylke (i landskapet Sunnhordland) till Rogaland fylke och som 2006 slogs samman med Vindafjords kommun. Distriktet hade 99 293 invånare 2015. 